# Les Pharisiens
Ne doit pas être confondu avec Les Parisiens.
Les Pharisiens est le troisième roman de Georges Darien (1862-1921), romancier et dramaturge français. Publié  en 1891, il ne rencontre aucun succès.
Auteur anarchiste et combatif, Darien brosse dans cette œuvre le portrait d'un auteur antisémite, l'Ogre, inspiré par la figure d'Édouard Drumont, auteur du pamphlet La France juive.